# Linia kolejowa Novosavițcaia – Bendery
Linia kolejowa Novosavițcaia – Bendery – linia kolejowa w Naddniestrzu (de iure w Mołdawii) łącząca stację Novosavițcaia i granicą państwową z Ukrainą ze stacjami Bendery-2 i Bendery-1. Zarządzana jest przez Kolej Naddniestrzańską.
Linia w większości jest dwutorowa z wyjątkiem mostu nad Dniestrem, przez który biegnie tylko jeden tor. Zelektryfikowana jest na odcinku granica państwowa – Tyraspol.

## Historia
Linia do Tyraspolu powstała w 1867, a jej rozbudowa na zachód miała miejsce w 1871, jako fragment drogi żelaznej Odessa – Korneszty.
Początkowo leżała w Imperium Rosyjskim, następnie (od 1918) jej wschodnia cześć w Związku Sowieckim, zachodnia natomiast w Rumunii (granicą był Dniestr). Po II wojnie światowej w całości w Związku Sowieckim. Od 1991 znajduje się de iure w Mołdawii, de facto w Naddniestrzu.